# Deborah Warner
Deborah Warner (née le 12 mai 1959) est une réalisatrice et metteuse en scène de théâtre et d'opéra britannique, connue pour ses interprétations des œuvres de Shakespeare, Bertolt Brecht, Benjamin Britten et Henrik Ibsen.

## Jeunesse
Deborah Warner naît dans le Oxfordshire, en Angleterre, dans une famille de quakers. Ses parents Roger Harold Metford Warner et Ruth Ernestine Hurcombe sont antiquaires. Elle fréquente la Sidcot School et St Clare's, à Oxford, puis effectue sa formation théâtrale à la Central School of Speech and Drama. En 1980, elle fonde la compagnie théâtrale KICK à l'âge de 21 ans.

## Carrière
Depuis les années 1980, Deborah Warner travaille en étroite collaboration créative avec l'actrice Fiona Shaw et entretient des collaborations à long terme avec les concepteurs Jean Kalman, Hildegard Bechtler, Chloé Obolensky, Tom Pye, Mel Mercier et le chorégraphe Kim Brandstrup,. Elle développe des projets qui sont joués dans les salles de spectacle de premier plan, en Europe et aux États-Unis.
Elle se consacre principalement aux grands classiques du théâtre et de l'opéra,,. Mais elle  expérimente d'autres genres artistiques comme la performance poétique (The Waste Land, Readings), la mise en scène d'oratorios (St John Passion, Messiah), ainsi que des installations (The St Pancras and Angel projects, Peace Camp),,. Elle investit des lieux différents pour ces œuvres, comme un fort abandonné à Dublin ou une distillerie à Toronto. Elle s'essaye parfois à des œuvres nouvelles  comme The Powerbook de Jeanette Winterson (2002), l'opéra Between Worlds de Tansy Davies (2015) et The Testament of Mary de Colm Tóibín (2013) et la comédie (The School for Scandal de Richard Brinsley Sheridan (2011). Elle fait un usage créatif de la vidéo sur scène et invente des dispositifs scéniques inédits pour les œuvres les plus classiques.
Ses premières créations pour Kick sont profondément influencées par l'exemple de Peter Brook et sa conviction que l'interprète doit toujours être au centre du spectacle,. Parmi les autres personnalités importantes de ses années d'apprentissage, citons Peter Stein, qui lui commande sa production de Coriolanus au Festival de Salzbourg, ainsi que Nicholas Payne et Anthony Whitworth-Jones qui lui confient ses premières mises en scène à l'opéra, respectivement à Opera North et à Glyndebourne.
Sans souscrire à un féminisme programmatique ou à une idéologie politique, son travail   explore souvent les questions de genre, notamment dans sa distribution révolutionnaire de Fiona Shaw dans le rôle de Richard II de Shakespeare et Glenda Jackson dans le roi Lear. Deborah Warner est la première femme à se voir confier la direction d'une production dans la salle principale du Royal Shakespeare Theatre.

## Réalisations
| Année | Oeuvres                          | Lieu |
| ----- | -------------------------------- | --- |
| 1980  | The Good Person of Szechwan      | Kick Theatre Company : Oxford |
| 1981  | Woyzech                          | Kick Theatre Company : Edimburg Fringe |
| 1982  | Woyzech                          | Kick Theatre Company : Edimburg Fringe |
| 1983  | The Tempest                      | Kick Theatre Company : Edimburg Fringe |
| 1984  | Measure for Measure              | Kick Theatre Company : Edimburg Fringe |
| 1984  | The Tempest                      | Contact Theatre : Manchester |
| 1985  | Measure for Measure              | Kick Theatre Company : Glasgow Mayfest ; Hemel Hempstead; British Council tour : Israel Festival ; Bridge Lane Theatre, London ; Wells-next-the Sea                                                                                                  |
| 1985  | King Lear                        | Kick Theatre Company : Edimburg Fringe ; Almeida Theatre, London ; British Council Tour, Yougoslavie et Égypte |
| 1986  | Coriolanus                       | Kick Theatre Company : Edimburg Fringe ; Almeida Theatre, London |
| 1987  | Titus Andronicus                 | Royal Shakespeare Company : The Swan, Stratford |
| 1987  | The Tempest                      | British Council Tour, Bangladesh |
| 1988  | King John                        | Royal Shakespeare Company : The Other Place, Stratford |
| 1988  | Electra                          | Royal Shakespeare Company : The Pit, Barbican Centre London |
| 1988  | Titus Andronicus                 | Royal Shakespeare Company: The Pit, Barbican Centre, London |
| 1989  | Titus Andronicus                 | Royal Shakespeare Company : The Pit, Barbican Centre, London ; Madrid ; Bouffes du Nord, Paris; Copenhagen ; Aarhus |
| 1989  | King John                        | Royal Shakespeare Company : The Pit, Barbican Centre, London |
| 1989  | The Good Person of Szechwan      | National Theatre, London |
| 1990  | King Lear                        | National Theatre, London ; Tokyo ; Nottingham ; Cardiff ; Leeds ; Belfast ; Schauspielhaus, Hamburg ; Teatro Lirico, Milan ; Odéon, Paris; Cork Opera House; Cairo Opera House                                                                       |
| 1991  | King Lear                        | National Theatre, London ; National Theatre (Prague) ; National Theatre Bucharest ; Schauspielhaus, Leipzig ; Edinburgh |
| 1991  | Hedda Gabler                     | Abbey Theatre, Dublin et Playhouse Theatre, London |
| 1991  | Electra                          | Royal Shakespeare Company / Thelma Holt : MC93 Bobigny, Paris ; Derry ; Tramway, Glasgow ; Bradford |
| 1993  | Wozzeck                          | Opera North, Leeds ; Manchester; Nottingham ; Hull ; Sheffield |
| 1993  | Coriolanus                       | Salzburg Festival : Felsenreitschule |
| 1993  | Hedda Gabler                     | BBC |
| 1994  | Don Giovanni                     | Glyndebourne |
| 1994  | Footfalls                        | Garrick Theatre, London |
| 1994  | Coriolanus                       | Salzburg Festival : Felsenreitschule |
| 1995  | Richard II                       | National Theatre, London |
| 1995  | The Waste Land                   | Kunsten Festival, Brussels ; Dublin Theatre Festival |
| 1995  | Don Giovanni                     | Glyndebourne |
| 1995  | The St Pancras Project           | St Pancras Chambers, London |
| 1996  | Richard II                       | MC93 Bobigny et Pernel Insel, Salzburg Festival |
| 1996  | The Waste Land                   | École nationale supérieure des Beaux-Arts, Paris ; Gooderham and Worts Factory, Toronto ; Rialto Cinema, Montreal ; Liberty Theatre, New York |
| 1996  | Wozzeck                          | Opera North, Leeds ; Manchester ; Nottingham ; Hull ; et Sheffield |
| 1997  | Richard II                       | Film |
| 1997  | The Waste Land                   | Liberty Theatre, New York ; Everyman Palace Theatre, Cork ; Wilton's Music Hall, London |
| 1997  | Jeanne d'Arc au Bucher           | BBC Proms au Royal Albert Hall, London |
| 1997  | The Turn of the Screw            | Royal Opera : Barbican Centre, London |
| 1997  | Une Maison de Poupée             | Théâtre de l'Odéon, Paris |
| 1998  | The Waste Land                   | Wilton's Music Hall, London ; MC93 Bobigny, Paris; Royalty Theatre, Adelaide ; Brighton Festival |
| 1998  | The Turn of the Screw            | Royal Opera ; MC 93 Bobigny, Paris |
| 1999  | The Last September               | Film |
| 1999  | The Diary of One Who Disappeared | English National Opera ; Coliseum, London; Dublin Theatre Festival ; MC93 Bobigny, Paris |
| 1999  | The Angel Project                | London International Festival of Theatre |
| 1999  | The Diary of One Who Disappeared | English National Opera: National Theatre, London |
| 2000  | The Angel Project                | Perth International Arts Festival |
| 2000  | The Waste Land                   | His Majesty's Theatre, Perth |
| 2000  | Medea                            | Abbey Theatre, Dublin |
| 2000  | St John Passion                  | English National Opera ; London Coliseum |
| 2000  | The Diary of One Who Disappeared | English National Opera: Stadsschouwburg, Holland Festival; Musiktheater, Munich |
| 2001  | The Waste Land                   | Bergen International Festival |
| 2001  | Medea                            | Queen's Theatre, London |
| 2001  | The Diary of One Who Disappeared | English National Opera ; Lincoln Center, New York |
| 2001  | Fidelio                          | Glyndebourne: BBC Proms, Woking ; Norwich ; Milton Keynes ; Plymouth ; Oxford ; Stoke-on Trent |
| 2002  | The Power Book                   | National Theatre, London |
| 2002  | Fidelio                          | Théâtre du Chatelet, Paris |
| 2002  | The Turn of the Screw            | Royal Opera House, London |
| 2002  | Medea                            | Abbey Theatre and Extremetaste : Brooklyn Academy of Music ; Ann Arbor, Michigan; Wilbur Theatre, Boston ; Kennedy Center, Washington DC ; Zellerbach Hall, Berkeley                                                                                 |
| 2003  | Medea                            | Brooks Atkinson Theatre, New York ; Théâtre de Chaillot, Paris |
| 2003  | The Angel Project                | Lincoln Center Festival, New York |
| 2003  | The Power Book                   | National Theatre : Théâtre de Chaillot, Paris ; RomaEuropa, Rome |
| 2004  | Small Wonder                     | Charleston Festival |
| 2004  | The Rape of Lucretia             | Bayerische Staatsoper, Munich |
| 2005  | Julius Caesar                    | Barbican Theatre, London ; Théâtre de Chaillot, Paris Teatro Espanol, Madrid ; Luxembourg |
| 2005  | Readings                         | Théâtre de Chaillot, Paris |
| 2006  | Dido and Aeneas                  | Wiener Festwochen, Vienna |
| 2006  | La voix humaine                  | Opera North : Leeds ; Salford ; Nottingham ; Sadler's Wells, London ; Newcastle |
| 2006  | Readings                         | Sala Umberto, RomaEuropa Festival |
| 2007  | Happy Days                       | National Theatre, London ; Holland Festival, Amsterdam ; Théâtre de Chaillot, Paris ; Epidavros ; Abbey Theatre, Dublin ; Brooklyn Academy of Music, New York                                                                                        |
| 2007  | Death in Venice                  | English National Opera : London Coliseum |
| 2007  | Readings                         | Holland Festival, Amsterdam |
| 2008  | Dido and Aeneas                  | Opéra Comique, Paris |
| 2009  | Mother Courage and Her Children  | National Theatre, London |
| 2009  | The Waste Land                   | Wilton's Music Hall, London |
| 2009  | Death in Venice                  | La Monnaie, Brussels |
| 2009  | Dido and Aeneas                  | Wiener Festwochen, Vienna et Netherlands Opera, Amsterdam |
| 2009  | Messiah                          | English National Opera : London Coliseum |
| 2010  | The Waste Land                   | Madrid Festival |
| 2011  | Death in Venice                  | Teatro alla Scala, Milan |
| 2011  | Eugene Onegin                    | English National Opera : London Coliseum |
| 2011  | The School for Scandal           | Barbican Theatre |
| 2012  | Dido and Aeneas                  | Opéra Comique, Paris |
| 2012  | La traviata                      | Wiener Festwochen, Vienna |
| 2012  | Messiah                          | Opéra de Lyon |
| 2012  | Peace Camp                       | London 2012 Cultural Olympics, UK : Cuckmere Haven, Sussex ; Godrevy, Cornwall ; Camaes, Anglesey ; White Park Bay, Co Antrim ; Mussenden Temple, Co Londonderry ; Valtos, Isle of Lewis ; Fort Diddes, Aberdeenshire ; Dusntanburgh, Northumberland |
| 2013  | The Testament of Mary            | Walter Kerr Theatre, New York |
| 2013  | Eugene Onegin                    | Metropolitan Opera, New York |
| 2014  | The Testament of Mary            | Barbican Theatre, London |
| 2014  | Fidelio                          | Teatro alla Scala, Milan |
| 2015  | Between Worlds                   | English National Opera: Barbican Theatre, London |
| 2016  | The Tempest (Der Sturm)          | Salzburg Festival: Perner Insel |
| 2016  | King Lear                        | The Old Vic, London |
| 2017  | Billy Budd                       | Teatro Real, Madrid |
| 2017  | The Testament of Mary            | Comédie Française : Odéon, Paris |
| 2017  | Eugene Onegin                    | Metropolitan Opera, New York |
| 2018  | Billy Budd                       | Teatro Costanzi, Rome |
| 2018  | Fidelio                          | Teatro alla Scala, Milan |
| 2018  | La Traviata                      | Théâtre des Champs-Élysées, Paris |

## Distinctions et nominations
Awards
- 1988 Laurence Olivier Award pour meilleur Metteur en scène – Titus Andronicus
- 1992 Laurence Olivier Award pour meilleur Metteur en scène d'une pièce – Hedda Gabler
- 1992 Chevalier de l'Ordre des Arts et des Lettres
- 2006 Commandeur de l'Ordre de l'Empire Britannique (CBE), pour services rendus à la création théâtrale.

Nominations
- 1997 Drama Desk Award pour Metteur en scène exceptionnel d'une pièce de théâtre – The Waste Land
- 2003 Drama Desk Award pour Metteur en scène exceptionnel d'une pièce de théâtre – Medea
- 2003 Tony Award for pour meilleur Metteur en scène d'une pièce – Medea
- 2008 Drama Desk Award for pour Metteur en scène exceptionnel d'une pièce de théâtre – Happy Days